# Jean de Lescun (archevêque)
Pour les articles homonymes, voir Lescun.
Jean de Lescun  (mort le 28 août 1483), est un ecclésiastique français qui fut archevêque d'Auch de 1463 à 1483.

## Biographie
Jean de Lescun dit parfois Jean d'Armagnac est le fils illégitime de Arnaud-Guilhem de Lescun, évêque d'Aire sur-Adour et d’Annette d'Armagnac de Termes. Il est le frère et homonyme de Jean de Lescun Maréchal de France, le célèbre « Bâtard d’Armagnac ».
Il est élu archevêque par le chapitre de chanoines d'Auch en concurrence avec Philippe II de Levis et mis en possession et confirmé en mars 1462. Comme son frère le « Bâtard », il bénéficie de la protection du Roi et en 1473, le pape Sixte IV le pourvoit de l'abbaye de la Case-Dieu à la demande du roi Louis XI. Il meurt le 28 août 1483.